# 紅心王子
《紅心王子》為《月刊少年GANGAN》在2007年度4月由桑原草太開始連載的日本漫畫，單行本從2009年6月起共發行18集。
在月刊少年GANGAN11月号中、決定作成廣播劇CD並且在2008年12月25日發售。
簡稱為「紅王」、「紅心」等。

## 故事大綱
在惡魔界成績優秀、在女性間又有著大人氣的次期魔界国王的王子・櫻紅次郎、被授予奪取對惡魔界有所威脅的人的靈魂的任務並且到人間去留學，但在遇見一位人類女孩後，卻讓他的心開始動搖了!!

## 登場人物
※配音員皆來自廣播劇CD。

### 主要人物
櫻紅次郎（聲優：皆川純子）
本作主角。魔界的王子和惡魔。有著能奪取人類感情的特殊槍。容姿端麗、成績優秀、體育也相當優秀、就算進入人類的學校也是大受女孩子歡迎。剛開始把人類看作是「下等的種族」、但在和花相遇後，心情開始變化也變得很困惑。有一個紅色的右眼叫作『魔紅眼（クレナイ）』、一切事情都要透過這隻眼睛來引導。從花開始都叫他「次郎」。變成人時是金髪碧眼、變成惡魔時則是紅髪紅眼。身高不高。對於被綾乙說長的矮，有點在意。有著父親和母親突然消失的過去。因此讓他創造完美的自己並且一直保持這樣。平常是看起來就像是一般的高中生一樣、有時也會顯示出他惡魔的一面。他是由初代魔界国王「櫻紅次郎」的再生、所以能覺醒初代「櫻紅次郎」的真正力量。其真正身分為「人類」。原因不明。
奇奇（聲優：齋藤千和）
和紅次郎一起行動的死神。也有在紅次郎和花相遇後，看到紅次郎對人的感情開始改變而責備他。平常時都在紅次郎周圍飄浮著、而且他做什麼都會說話。雖然一直陪著紅次郎，但似乎不是他的夥伴，而是幫忙閻魔而行動著。
小梅田花（聲優：葉月繪理乃）
本作的女主角。性格天真爛漫而且開朗、言行中都表現得相當積極。擅長家事方面的工作、但在學校中的成績則相當差。是讓紅次郎產生初戀感情的人物。和紅次郎住一起、被『魔紅眼』表示為是個對魔界有危害的人物。在她和紅次郎同居的事被發現時、會否定和紅次郎的關係、經常在想事情、但似乎都是在想著過去的事情。在附近的孩子們中很有人氣、在生日時也都會拿到禮物，還被他們親密地叫作「花姐」。不知為何，能看到消失的綾乙。雙親因為事故而在一起、所以好幾次都受到母親的照顧。似乎為「紅之乙女」的轉世，而「紅之乙女」存在於花的體內，時常會現身幫助花。
白銀一茶（聲優：近藤隆）
被說是有著魔獸族頭號實力的「白銀(シロガネ)」的次期首領。為了一族的期待而來到人間、對於打倒紅次郎搶奪他的王子位置、表示反對，以後、則和紅次郎成為朋友。能操控白狼加以攻擊。對於王位繼承的事不怎麼關心。一次事件後，經常來到花的家。因為是白銀一族、而被紅次郎叫作「白」。銀髪銀眼、身高很高，而且是喜歡輕舉妄動的人。成績差到在210人中，排名第210名。在一族中只有他在滿月會變成人、一次事件後，克服這個問題。
有朱川三月
對於自己的正義有絕對的自信、並且會照著自己的信念行動的天使。為天界白十字（ホワイトクロス）学院警察科特A組。會到地上評斷惡魔的惡行而強制送到天界。視力很差、只要眼鏡拿下來就會看不到。能從手腕發射出拘束惡魔的光圈（天使的手鐲）。為了監視紅次郎他們、而轉學到他們在的學校。
色綾乙
愛稱為「綾」。在色一族中有著頭號實力的人。是個透明人、能夠自由隱藏自己的身影。只要用手碰對方的頭、就能讀取對方的記憶或消去記憶。雖然是個男孩子、但言行和外貌就像是個女孩子、剛登場時還被一茶搭訕。因為喜歡紅次郎、而被認為是同性戀。髪色為淡淡的金髪。比紅次郎高一點，喜歡穿長長的衣服。
閻魔（聲優：綠川光）
將紅次郎送到的人間的人。是個充滿優點的好青年。對於奪取花的靈魂而猶豫的紅次郎都會加以干涉。雖然是不知道在想什麼的人，但性格溫和、言行也都相當柔和。人脈很廣而知道各式各樣的人。喜歡偷懶、也因為老是在工作中偷懶而常讓秘書生氣。
羅賓（聲優：矢島晶子）
閻魔的秘書。對於閻魔的行動都觀察得相當敏銳並且常會加以質問他。
玖樂冥侍
死神。過去和奇奇一起工作。因此對奇奇會稱他「前輩」。有長長的黑髪、而且老是都在擔心。不擅長應付死神的血、針筒和靈魂、是個對於自殺的年輕人會加以阻止的充滿人情味的溫柔青年。戴著印有大大バツ印的面具，穿著一件有連帽和拉鍊的上衣、和帶著一個巨大的鐮刀。不過也會有因為自信不足而拉上拉鍊的一面。為了讓奇奇回來、於是成為紅次郎的助手並且進入同間學校，在學校時則是帶著眼鏡。
小梅田櫻
花的母親。有著和花一樣的臉、因為事故而喪失記憶、對於花的記憶也變成一片空白。會叫花「小花」、花則叫他「櫻小姊」。與花偶然相遇而認識，對於花以母親自居而讓她來到自己住的地方來照顧她。雖然有受重傷但卻看不到她的傷口。

### 同班同學
吉野笑太
紅次郎的同學。紅次郎曰「最近似乎被白（一茶）給帶壞了」。和花是老朋友、所以常被花叫作「阿笑」、「笑」。似乎知道花的過去。雖然是棒球隊隊員，身高卻很矮、只比紅次郎高一點點。
和泉雛子
花的朋友。被花叫作「和泉」。長的很高。有點像男孩子、所以也有直接抓住紅次郎的胸襟過。文化祭時、不是穿女傭服而穿燕尾服。和吉野一樣似乎知道花的過去。過去有被叫作「雛」。
山崎若菜
花、和泉的朋友。頭髮很長。和上面兩人一樣、似乎知道花的過去。和泉則叫她「阿若」。能夠敏銳地看穿紅次郎的行動、常對花提出許多建議、因為覺得花和紅次郎的關係很有趣而默默守護著。屬於學生會。

### 櫻一族
櫻戀太郎
紅次郎的哥哥。不過似乎沒有魔紅眼（クレナイ）之力。打算從紅次郎身上奪下王位。看起來很安靜，但卻給人很有壓迫感的感覺。小名是「戀」，和紅次郎是同父異母的關係。
櫻撫子
紅次郎姐姐。性格粗暴、言行也很激烈。因此會讓人以為她是男的，但她的確是個真正的女人。（連一茶也吃驚的說出「是…姐姐!?她呀!?」。），對於紅次郎相當討厭。因為和紅次郎是同父異母、所以對於母親也很討厭。
王
現在的魔界国王。紅次郎的祖父。留著長長的鬍子和戴著眼鏡。對於紅次郎相當溺愛、再會時，還緊緊抱著紅次郎。
櫻紅次郎
和主角是不同人。為初代魔界国王。在天使和惡魔勢力均衡時、因為被白銀一族設計和哥哥競爭而害死哥哥、自己也因為參加競爭而拿到國王的王位。因為這個競爭、使他在打倒天使的首領時、讓首領對魔界下了魔法，而使得惡魔的力量無法超過天使。因此、他脫胎換骨成為櫻一族並且世世代代都企圖要回復魔界的力量、但總是一直失敗。然後這代的「櫻紅次郎」似乎卻擁有那股強大的力量。

### 白銀一族
木葉
“白銀”一族。雖然是女孩子但卻很強。因為她的行為而被男人叫作「野獸女」。小時候就和一茶在一起、現在和他訂婚。過去一直保護不強的一茶。在狩獵和戰鬥時，喜歡使用斧頭。
阿頭
“白銀”的現在首領。一茶的父親。體格巨大、留著黑色的鬍子。因為想要消滅惡魔族、於是把一茶送到人間，打算讓他和紅次郎戰鬥。在一族中是令人稍微害怕的存在、如果憤怒時也會對自己的兒子出手。
千晴
會對入侵“白銀”的勢力範圍的人加以驅逐的守衛少年。但在剛登場時，就被一茶很快地找出空隙而敲了他的頭。因此讓他親密地稱呼一茶「大哥」。
出流
“白銀”一族。過去曾以一瞬一茶為目標，對於工作都會忠實完成。一直都不認為一茶是一族的首領、後來抓走木葉並且要求一茶來救她，但卻敗在覺醒後的一茶的手下。

### 天使
基拉拉·A·安琪兒
天界的公主。最初把紅次郎當作惡魔要逮捕他、但被別的惡魔襲擊、而被他所救（那時的紅次郎被「初代紅次郎」給支配身體）、因此喜歡上紅次郎。
紅色少女
過去，以她的力量從惡魔那邊拯救天界的紅色羽毛天使。現在他的銅像、被惡魔用魔術將象徵的薔薇所包圍並且建於舊天界第６庭園。

## 用語
魔紅眼（クレナイ）
紅次郎的右邊紅眼。這個眼睛也是王的繼承人的證明、紅次郎到人間後，也用這個眼睛找尋標的。裡面含有許多謎題。好幾次以女聲和紅次郎講話、之後聲音就停了、這次則變成用男聲和紅次郎說話。
標的（ターゲット）
由“魔紅眼（クレナイ）”所標示、將來會對魔界產生危害的人。
魔界（まかい）
惡魔、魔獸等人所住的地方、是個和人間不一樣的世界。大部分都是充滿西洋風格的建築物。他們的時間計算也和人間不一樣、滿月的次數也比人間還少。
惡魔（あくま）
住在魔界者的人們。像紅次郎一樣，大部分的惡魔都有著人一樣的面貌。有著黑色翅膀和小小的角，耳朵也很尖。在人間中、則是用人類的模樣行動著。櫻一族則是掌握魔界中所有的實權。
白銀（シロガネ）
魔獸中也有著頂尖實力的“魔狼”（ウルフ）一族。滿月時、力量會加強。不予許有人進入他們的勢力範圍。大部分沒有現在的建築物、一族則是住在叫作“白銀之里”的地方。
魔獸（まじゅう）
白銀（シロガネ）族中實力頂尖的一族。本來的姿態為半獸人。
死神（しにがみ）
會接近將死的人並且拿走他們靈魂的魔界人。雖然有著像奇奇一樣的幽靈面貌、但也有像冥侍一樣的人類面貌。工作時穿著有連帽的黑衣並且會戴上印有大大的バツ印的面具和黑色手套、全部的死神都會一樣的打扮。不過、平常時則是穿著和人類一樣的服裝。現在是會做著幫將死的人送終的事情、不過本來卻是會趕走死亡的人。
天使（てんし）
和惡魔長年對立並且住在天界的人們。擁有「正義」的力量、讓惡魔對於不講理的他們也無法違逆。特徵是有著白色的翅膀，也會戴著手鐲。
天使的手鐲（リング）
能夠封印惡魔的魔力並且還能加以吸取他們的力量、由天使所戴的手鐲。透明且相當美麗。花雖然拿到朱有川的手鐲、但卻不知道那是天使的手鐲。這個手鐲能夠阻擋任何的攻擊，也能夠看穿謊言。

## 舞台
大部分的舞台都在人間。從有学校、手機、日式房屋、以及名字都用日語來看、被認為是在日本。而紅次郎和花所住的地方也相當鄉下、不但有豐富的大自然、還有商店街、河川・河川地、糖果雜貨店。
而另一個世界‧魔界中則是充滿西洋式的建築物。有著用磚塊建造像是塔的建築物，還有著尖尖的頂端。至於服裝，人間和魔界則是有所差異。人間界（被認為是日本的區域）中，有著現實中日本所存在的的衣服，魔界中、特別是王族、則是喜歡穿斗篷。而在魔界学校中不穿學生服和水手服、而是穿著西裝。